# محمد والی اکیک
محمد والی اکیک (انگلیسی: Mohamed Wali Akeik؛ زادهٔ ۱۹۵۰ (۷۴–۷۵ سال)) سیاست‌مدار است. توسط رئیس‌جمهور ابراهیم غالی در تاریخ ۴ فوریه ۲۰۱۸ منصوب شد و عبدالقادر طالب عمر از اواخر سال ۲۰۰۳ به عنوان نخست‌وزیر خدمت کرد. وی در العیون پایتخت این سرزمین که بعداً به صحرای اسپانیا نامیده شد به دنیا آمد.